# Prêmio HFSP Nakasone
O Prêmio HFSP Nakasone (em inglês:  HFSP Nakasone Award for Frontier Research) é uma condecoração científica do Human Frontier Science Program (HFSP), uma organização fundada em 1989 por 14 nações industriais e a União Europeia para a promoção da "investigação de fronteira" em ciências da vida com sede em Estrasburgo. O prêmio foi lançado em 2009 por ocasião do 20º aniversário do HFSP, em homenagem ao primeiro-ministro japonês Yasuhiro Nakasone, por sua visão em estabelecer o HFSP como um programa para promover a cooperação internacional de cientistas em um estágio inicial de suas carreiras. O prêmio é concedido desde 2010. É dotado com US$ 10.000, concedido por realizações científicas que foram pioneiras e levaram a um avanço conceitual para a pesquisa global.

## Recipientes
- 2010 Karl Deisseroth
- 2011 Michael Elowitz
- 2012 Gina Turrigiano
- 2013 Stephen Quake
- 2014 Uri Alon
- 2015 James J. Collins
- 2016 Emmanuelle Charpentier e Jennifer Doudna
- 2017 David Julius
- 2018 Svante Pääbo
- 2019 Michael Nip Hall
- 2020 Angelika Amon
- 2021 Anthony Hyman e Clifford Brangwynne